# Філіпополіський собор
Собор у Філіпополі в 343, 344 або 347 роках був результатом того, що аріанські єпископи зі Східної Римської імперії залишили Сардикську раду, щоб сформувати власну контрраду. У Філіпополі вони проклали анафему на термін гомоянізм, фактично відлучивши Папу Юлія I, а також їхніх суперників на Соборі в Сардіці, і ввели термін аномеїзм, і в результаті аріанська суперечка була увічнена, а не вирішена, як це було спочатку. намір римських імператорів Констанса і Констанція разом з папою Юлієм, який скликав Сардикійський собор. 
Сердіка тепер називається Софією, столицею Болгарії. Філіпополіс зараз називається Пловдивом, другим за величиною містом Болгарії.